# Hannity
Hannity é um programa de televisão noturno estadunidense apresentado por Sean Hannity na Fox News. É o programa de notícias de maior audiência da TV a cabo.